# Индекс эффективности логистики
| 1-24 25-48 49-72 73-96 | 97-120 121-144 145-167 Нет данных |

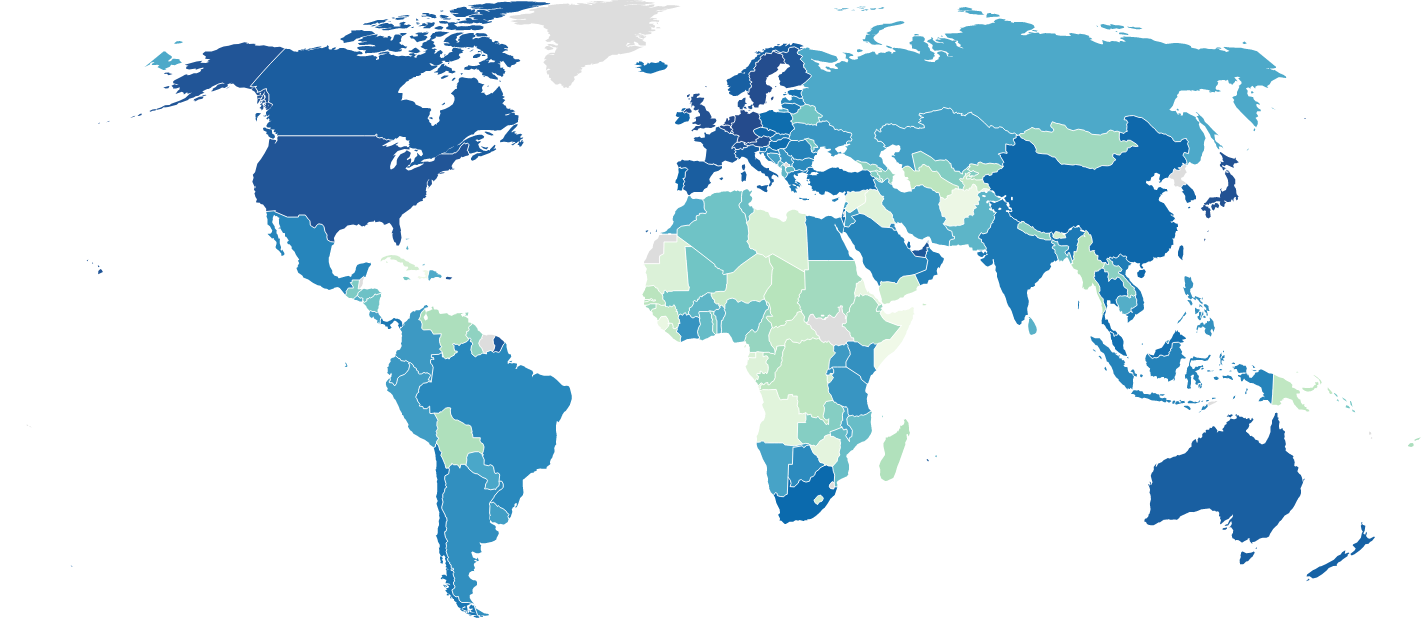
Распределение агрегированного ИЭЛ по странам мира в 2012-2018 гг..

Индекс эффективности логистики (ИЭЛ) (англ. Logistics Performance Index (LPI)) — это рейтинговый индекс для сравнительного анализа эффективности логистических систем стран мира, который составлялся Всемирным банком с 2007 года на основе всемирного опроса логистических операторов, который измеряет производительность по всей логистической цепочке поставок в стране . Последний рейтинг был издан в 2023.

## Топ-10 стран и местоРоссиив ИЭЛ
Список приводится в соответствии с данными, взятыми с сайта Всемирного банка.
|                | 2023    | 2023    | 2018    | 2018    | 2016    | 2016    | 2014    | 2014    | 2012    | 2012    | 2010    | 2010    | 2007    | 2007    |
| Страна         | Позиция | Рейтинг | Позиция | Рейтинг | Позиция | Рейтинг | Позиция | Рейтинг | Позиция | Рейтинг | Позиция | Рейтинг | Позиция | Рейтинг |
| -------------- | ------- | ------- | ------- | ------- | ------- | ------- | ------- | ------- | ------- | ------- | ------- | ------- | ------- | ------- |
| Германия       | 3       | 4.1     | 1       | 4.20    | 1       | 4.23    | 1       | 4.12    | 4       | 4.03    | 1       | 4.11    | 3       | 4.10    |
| Швеция         | 7       | 4       | 2       | 4.05    | 3       | 4.20    | 6       | 3.96    | 13      | 3.85    | 3       | 4.08    | 4       | 4.08    |
| Бельгия        | 7       | 4       | 3       | 4.04    | 6       | 4.11    | 3       | 4.04    | 7       | 3.98    | 9       | 3.94    | 12      | 3.89    |
| Австрия        | 7       | 4       | 4       | 4.03    | 7       | 4.10    | 22      | 3.65    | 11      | 3.89    | 19      | 3.76    | 5       | 4.06    |
| Япония         | 13      | 3.9     | 5       | 4.03    | 12      | 3.97    | 10      | 3.91    | 8       | 3.93    | 7       | 3.97    | 6       | 4.02    |
| Нидерланды     | 3       | 4.1     | 6       | 4.02    | 4       | 4.19    | 2       | 4.05    | 5       | 4.02    | 4       | 4.07    | 2       | 4.18    |
| Сингапур       | 1       | 4.3     | 7       | 4.00    | 5       | 4.14    | 5       | 4.00    | 1       | 4.13    | 2       | 4.09    | 1       | 4.19    |
| Дания          | 3       | 4.1     | 8       | 3.99    | 17      | 3.82    | 17      | 3.78    | 6       | 4.02    | 16      | 3.85    | 13      | 3.86    |
| Великобритания | 19      | 3.7     | 9       | 3.99    | 8       | 4.07    | 4       | 4.01    | 10      | 3.90    | 8       | 3.95    | 9       | 3.99    |
| Финляндия      | 2       | 4.2     | 10      | 3.97    | 15      | 3.92    | 24      | 3.62    | 3       | 4.05    | 12      | 3.89    | 15      | 3.82    |

|                  | 2023    | 2023    | 2018    | 2018    | 2016    | 2016    | 2014    | 2014    | 2012    | 2012    | 2010    | 2010    | 2007    | 2007    |
| Данные по России | Позиция | Рейтинг | Позиция | Рейтинг | Позиция | Рейтинг | Позиция | Рейтинг | Позиция | Рейтинг | Позиция | Рейтинг | Позиция | Рейтинг |
| ---------------- | ------- | ------- | ------- | ------- | ------- | ------- | ------- | ------- | ------- | ------- | ------- | ------- | ------- | ------- |
| Россия           | 88      | 2.6     | 75      | 2.76    | 99      | 2.57    | 90      | 2.69    | 95      | 2.58    | 94      | 2.61    | 99      | 2.37    |

## ИЭЛ 2023
В ИЭЛ 2023 было рассмотрено 139 стран, и впервые несколько стран занимают один и тот же рейтинг и позицию, например Дания, Германия, Швейцария и Нидерланды, все они занимают третье место в рейтинге ИЭЛ 2023 года. Сингапур лидирует в рейтинге с показателем 4,3. Афганистан находится на последнем месте с результатом 1,9.

## Структура индекса
Сущность индекса — средневзвешенная оценка страны по шести ключевым параметрам, указывающая на относительную легкость и эффективность, с которой товары могут быть ввезены в страну и внутри нее.
1. Эффективность процесса таможенной проверки (т.е. скорость, простота и предсказуемость формальностей) органами пограничного контроля.
2. Качество торговой и транспортной инфраструктуры (например, порты, железнодорожные пути, дороги, информационные технологии);
3. Простота организации поставок по конкурентоспособным ценам;
4. Компетентность и качество логистических услуг, представленные в стране;
5. Возможность отслеживать грузы;
6. Своевременность доставки в пункт назначения в запланированные или ожидаемые сроки доставки.

С 2023 г. Всемирный Банк начал добавлять количественные показатели и использовать большие данные для более полной картины логистической эффективности стран.

## KPI ИЭЛ 2023
Показатели эффективности LPI 2023 включают:
1. Контейнерные перевозки - содержит:

- Количество соединений - Общее количество морских соединений (осуществляемых линейными судоходными компаниями по заранее определенному маршруту) между двумя странами.
- Количество альянсов - Количество альянсов на страну назначения.
- Количество партнеров (страны) - Количество различных стран-партнеров для каждой страны назначения.
- Время оборота (дни) - Разница во времени между первым прибытием и последним отправлением для последовательных посещений порта (если есть), рассчитанная для каждого захода в порт (по определению Кода ООН для торговли и транспортных мест). Этот показатель исключает время ожидания на якоре.
- Время оборота, взвешенное по TEU судов - время оборота с учетом вместимости прибывающих и отправляющихся судов.

1. Авиация - содержит:

- Количество партнеров (стран) - Среднее количество стран-партнеров.
- Время хранения авиационных импортов (дни) - Разница во времени между уведомлением о готовности к доставке груза и доставкой груза получателю в стране назначения.

1. Почтовая связь - содержит:

- Среднее количество международных почтовых партнеров - Среднее количество стран-партнеров.
- Время доставки - Время доставки почтового отправления от прибытия в почтовое отделение обмена страны до конечной доставки (или первой неудачной попытки) получателю.

1. Задержки импорта - содержит:

- Количество наблюдений - Общее количество зарегистрированных случаев задержки импортных поставок.
- Консолидированное время хранения - Время нахождения в порту плюс время нахождения на внутренних мультимодальных таможенных объектах для контейнера.
- Время нахождения в порту - Время, которое контейнер проводит в порту (импорт). Время нахождения в одном месте (по определению Кода ООН для торговли и транспортных мест) с момента прибытия и до выгрузки судна. Статистика основана на всех контейнерных перевозках, отправленных из страны, независимо от коридора экспорта и импорта.

1. Задержки экспорта - содержит:

- Количество наблюдений - Общее количество зарегистрированных случаев задержки экспортных поставок.
- Консолидированное время хранения - Время нахождения в порту плюс время нахождения на внутренних мультимодальных таможенных объектах для контейнера.
- Время нахождения в порту - Время, которое контейнер проводит в порту (экспорт). Время нахождения в одном месте (по определению Кода ООН для торговли и транспортных мест) с момента отправки и до загрузки на судно. Статистика основана на всех контейнерных перевозках, отправленных из страны, независимо от коридора экспорта и импорта.

1. Развивающиеся страны, не имеющие выхода к морю - содержит:

- Время нахождения в порту - Время, которое контейнер проводит в порту (экспорт и импорт).
- Коридор - Оценка среднего времени импорта для коридоров, обслуживающих страны, не имеющие выхода к морю, на основе времени между пунктом назначения и портом импорта.
- Время нахождения на внутренних объектах и в конечном пункте назначения - Внутреннее - Время, которое импортные товары проводят на внутреннем объекте перед отправкой к следующей точке в цепочке поставок. Время нахождения в пункте назначения - это время, которое товары проводят на конечном объекте назначения перед обработкой, выгрузкой или доступностью для конечного использования.
- Справочное время нахождения для транзитных стран - Типичное или среднее время, которое товары проводят в промежуточных странах во время транзита к конечному пункту назначения.

## Критика ИЭЛ
В нескольких исследованиях в разное время было отмечено, что из-за методологии Индекса, состоящего из субъективных оценок различных логистических операторов, наблюдались тенденции к его искажению и недооценке ряда стран со статистически лучшей логистической системой. Более того, исследования показывали, что на ИЭЛ гораздо больше влияли социальные, а не экономические факторы .
В 2023 г. были предприняты попытки изменить методологию Всемирного Банка через добавление количественных данных.